# Synchroonzwemmen op de Gemenebestspelen 2010
Synchroonzwemmen is een van de sporten die beoefend werden tijdens de Gemenebestspelen 2010 in Delhi. Het synchroonzwemtoernooi vond plaats op 6 en 7 oktober in het SPM Swimming Pool Complex. Op 6 oktober vonden de technische routines plaats en op 7 oktober de vrije routines.

## Medailles

### Medaillewinnaars
| Onderdeel | Goud                                   | Goud | Zilver                       | Zilver | Brons                             | Brons |
| --------- | -------------------------------------- | ---- | ---------------------------- | ------ | --------------------------------- | ----- |
| Solo      | Marie-Pier Boudreau Gagnon             | CAN  | Jenna Randall                | ENG    | Lauren Smith                      | SCO   |
| Duet      | Marie-Pier Boudreau Gagnon Chloe Issac | CAN  | Olivia Allison Jenna Randall | ENG    | Caitlin Anderson Kirstin Anderson | AUS   |

### Medaillespiegel
| Plaats | Land      | Goud | Zilver | Brons | Totaal |
| 1      | Canada    | 2    | 0      | 0     | 2      |
| 2      | Engeland  | 0    | 2      | 0     | 2      |
| 3      | Australië | 0    | 0      | 1     | 1      |
| 3      | Schotland | 0    | 0      | 1     | 1      |
| Totaal | Totaal    | 2    | 2      | 2     | 6      |